# Röyksopp
I Röyksopp ('ɾœʏkˌsop:) sono un gruppo norvegese di musica elettronica, originario di Tromsø, formato da Torbjørn Brundtland e Svein Berge nel 1998. Røyrsopp è il nome in norvegese della vescia, un genere di funghi, ma la band ha aggiunto che la parola Röyksopp può anche riferirsi al fungo atomico.

## Storia

### Origini (1990-1997)
Torbjørn Brundtland e Svein Berge si incontrano a metà anni ottanta, ad un corso di lingua che frequentavano entrambi; dopo aver scoperto di avere una certa affinità, iniziano a collaborare insieme componendo musica ambient con un vecchio sintetizzatore. Nel 1990 realizzano così il loro primo demo.
Il duo contatta Biosphere, musicista di punta del pop atmosferico, inviandogli le proprie registrazioni; grazie al riscontro positivo, firmano il primo contratto con l'etichetta Apollo che si concretizza con il disco Travellers Dream, pubblicato sotto il nome Aedena Cycle. Successivamente i due si separano, perdendosi di vista, per poi riunirsi a Bergen nel 1998, un paio di anni più tardi, per formare i Röyksopp.

### I primi anni (1998–2000)
Nel 1999 viene pubblicato So Easy, il singolo di debutto, tramite l'etichetta indipendente locale Tellé Records. Il singolo acquista notorietà quando compare in una pubblicità di T-Mobile, diventando popolare nel mercato inglese. Successivamente viene pubblicato il singolo Remind me.

### Melody A.M. e i primi successi (2001–2004)
Dopo aver reciso il contratto con Tellé Records, la band firma con l'etichetta inglese Wall of Sound e pubblica nel 2001 Melody A.M., che diventa disco di platino in Norvegia vendendo più di un milione di copie in tutto il mondo, 500.000 delle quali nel solo Regno Unito. L'album raggiunge la posizione numero 1 in Norvegia; tre singoli estratti da esso vengono inseriti nella UK Top 40: Eple, Poor Leno e Remind Me, oltre all'ultimo singolo pubblicato, Sparks. La canzone Eple, “mela” in norvegese, è stata usata come introduzione al sistema operativo Panther di macOS. Questo album spazia da sonorità più decise di Eple, Poor Leno e Röyksopp's Night Out, ad atmosfere nordiche in In Space, She's So, A Higher Place a intermedi come So Easy e Remind Me. Nel 2001 i Röyksopp vincono due premi Spellemannprisen: uno con Melody A.M. nella categoria elettronica e il secondo per il miglior video musicale dell'anno con Eple.
La popolarità del gruppo ha visto un incremento grazie ad alcuni videoclip musicali caratterizzati da sperimentazioni grafiche, molti dei quali sono stati trasmessi a rotazione da MTV. Il video musicale di Remind Me, in stile infografico, è stato girato dalla compagnia francese H5, ed ha vinto l'MTV Europe Music Award nel 2002 come "miglior video". Nello stesso evento il duo è stato nominato in altre tre categorie: "Best Nordic Act", "Best New Artist" e "Best Dance Act”. Il duo si è esibito nella canzone Poor Leno durante l'evento. Nel 2002 vincono ancora due Spellemannprisen uno per il miglior video musicale dell'anno per Remind Me e il secondo come Spellemann dell'anno.
Un anno dopo hanno ricevuto una nomination come "Best Group" ai Brit Awards. L'album ha vinto vari altri premi, tra cui "disco dell'anno" per Selaze Nation. Durante questo periodo i Röyksopp hanno lentamente conquistato popolarità negli Stati Uniti. Il pezzo Remind Me, il cui cantante è Erlend Øye dei Kings of Convenience, è stato usato per uno spot della compagnia assicurativa GEICO. La critica inserisce il disco nella cerchia degli album di genere elettronico di riferimento. I Röyksopp intraprendono in quel periodo un tour al fianco di Basement Jaxx e Moby, comprendente anche un'esibizione al Glastonbury Festival.

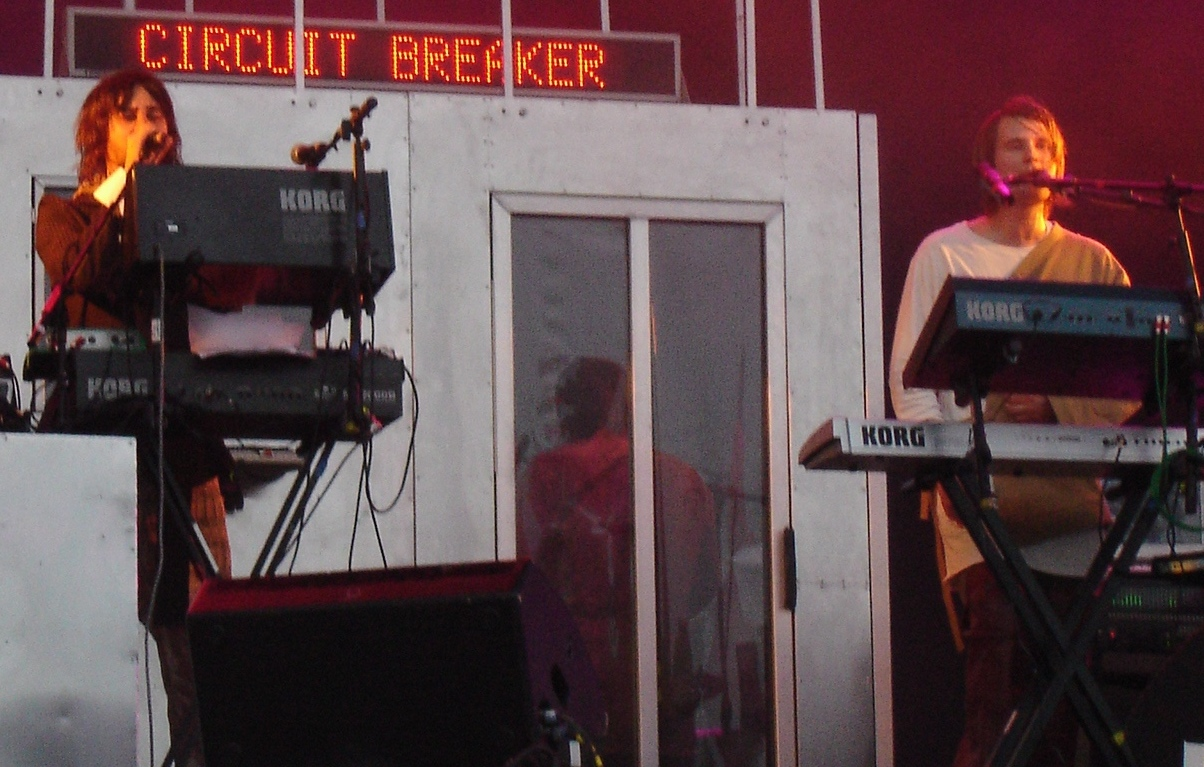
I Röyksopp al Glastonbury Festival 2005

### The Understanding (2005–2008)
Tra il 2001 e il 2005 i Röyksopp si dedicano particolarmente ai remix, come quelli eseguiti su tracce di Beck, Coldplay, The Streets e Felix da Housecat.
The Understanding, il loro secondo album in studio di cui esiste una versione deluxe con 5 tracce in più rispetto alle 12 originali, è stato pubblicato il 12 luglio 2005, preceduto dal singolo Only This Moment il 27 giugno 2005. Il singolo ha raggiunto la posizione 33 della classifica inglese. Il video di Only This Moment è strettamente basato sugli eventi delle rivolte del 1968 a Parigi, e nel video si possono scorgere elementi di Propaganda. 49 Percent, il secondo singolo, è stato pubblicato il 26 settembre 2005. What Else Is There?, il terzo, in cui collabora Karin Dreijer, la cantante dei The Knife e Fever Ray, è diventato il più grande successo della band, arrivando alla posizione 32 della classifica inglese, e al numero 4 in Norvegia. Beautiful Day Without You è stato il quarto singolo, oltre alla pubblicazione di una traccia non contenuta nell'album, Curves. The Understanding ha fatto vincere al gruppo un premio Spellemannprisen nel 2005 nella categoria Pop Band.
Dopo il successo del primo album, The Understanding è stato anch'esso un successo in Europa. L'album ha raggiunto la posizione numero 1 in Norvegia e la numero 21 in Inghilterra. Anche in America l'album è entrato in molte classifiche della Billboard e ha raggiunto il numero 2 nella classifica Top Electronic Albums, il numero 22 della classifica Top Heatseekers, e il numero 32 nella Top Independent Albums.
Dopo la pubblicazione di The Understanding, alcuni dei loro singoli sono stati concessi al cinema. What Else Is There? fa parte di una scena del film statunitense del 2007 Ti presento Bill e si trova nei titoli di coda del film inglese del 2006 Cashback, mentre Circuit Breaker è stata usata nel film del 2007 Se mi guardi mi sciolgo.
Il 19 giugno 2006, i Röyksopp hanno pubblicato un album live con 9 canzoni intitolato Röyksopp's Night Out. Tra le altre, l'album contiene una reinterpretazione della canzone Go with the Flow, originariamente dei Queens of the Stone Age. Il 5 marzo 2007 i Röyksopp hanno stilato una classifica con i loro pezzi preferiti di altri artisti per la serie Back To Mine. Con il titolo Back To Mine: Röyksopp, l'album è uscito il 5 marzo 2007, mentre in Inghilterra il 27 aprile 2007. L'album include anche la canzone Meatball, pubblicata con lo pseudonimo di Emmanuel Splice, Svein Berge ha anche contribuito come membro del consiglio d'amministrazione per la celebrazione, detta Grieg year, del famoso compositore norvegese Edvard Grieg.
Per il decimo anniversario della formazione del gruppo, il 15 dicembre 2008 la band ha pubblicato una nuova traccia gratuita ascoltabile in streaming sul loro sito, Happy Birthday.

### Junior, Senior e altri progetti (2009–oggi)

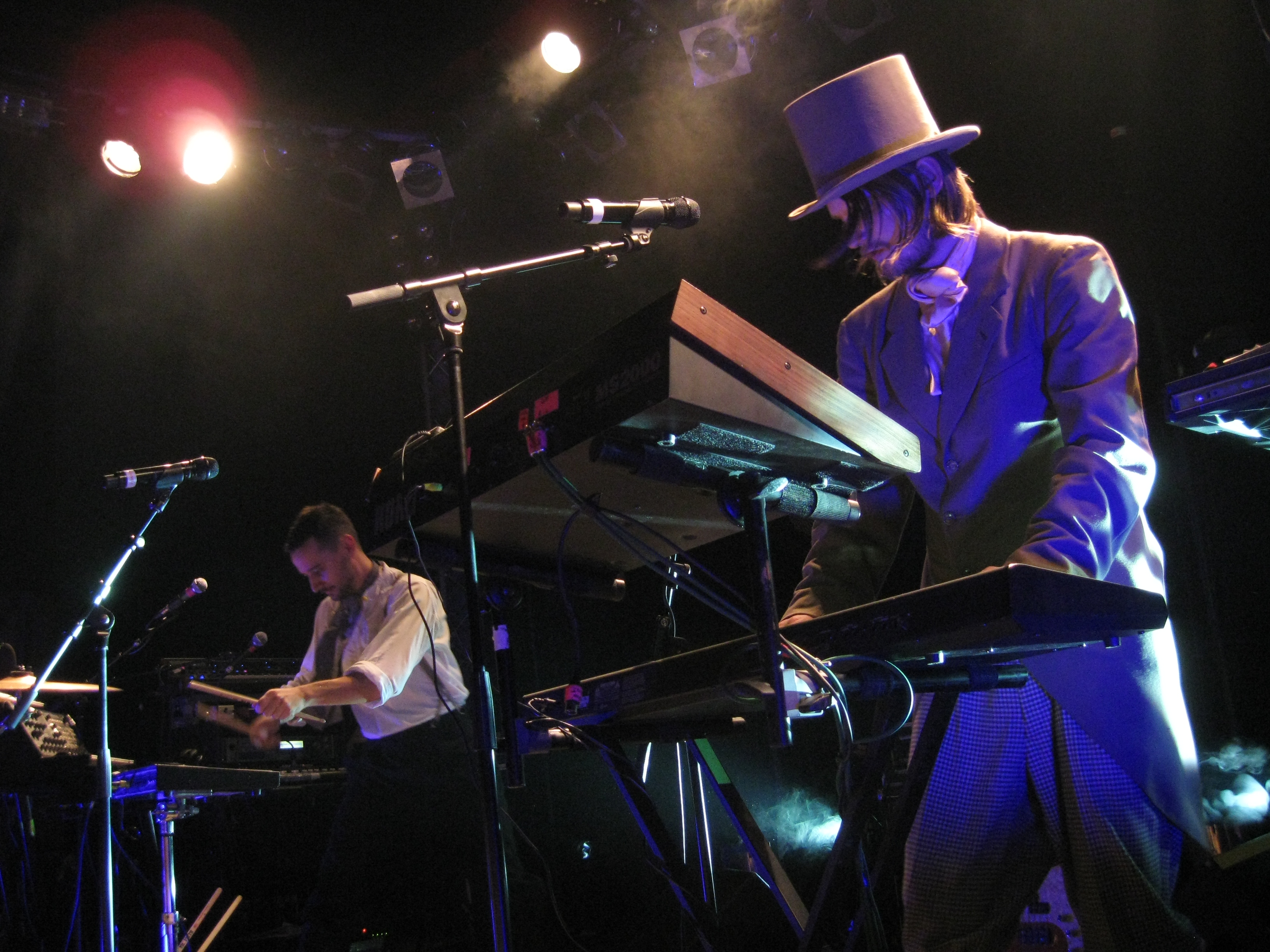
I Röyksopp in concerto a Berlino nel 2009

Il 23 marzo 2009 è stato pubblicato il terzo album in studio della band, Junior, che comprende il singolo Happy Up Here. La canzone ha debuttato nella trasmissione di Pete Tong della BBC Radio 1 il 9 gennaio 2009. È stata pubblicata ufficialmente in versione digitale il 26 marzo 2009. Il video musicale della canzone, girato da Reuben Sutherland, comprende elementi del videogioco Space Invaders. Entrambi, singolo e video, sono stati accolti con reazioni positive dalla stampa e dai fan. Nel 2009 il gruppo si aggiudica due premi Spellemannprisen: uno nella categoria elettronica e l'altro come miglior compositore dell'anno entrambi per il loro nuovo album Junior. The Girl and the Robot, il secondo singolo dell'album, vede come cantante la cantante svedese Robyn ed è stato pubblicato il 15 giugno 2009. Il vinile e la versione digitale del singolo includono remix di Kris Menace, Chateau Marmont e Spencer & Hill.
Alla 52ª edizione dei Grammy Awards il remix di Jean Elan è stato nominato nella categoria "Best Remixed Recording, Non-Classical". This Must Be It è il terzo singolo dell'album, che comprende la voce di Fever Ray. Questo singolo contiene, tra gli altri, anche i remix di Thin White Duke, LehtMoJoe, Rex the Dog e Apparat. Più tardi sono state pubblicate le basi della canzone Tricky Tricky per una competition di remix, e il pezzo vincitore del concorso è stato pubblicato il 27 ottobre 2009.
Junior è stato un successo di vendite: ha raggiunto la posizione numero 1 in Norvegia, la terza consecutiva per la band, e la numero 21 della classifica UK Albums Chart. Inoltre è entrato in molte classifiche Billboard ed è stata la prima pubblicazione della band  an entrare nella Billboard 200, al numero 126. L'album ha raggiunto anche la posizione 4 della classifica Top Electronic Albums e la numero 2 della classifica Top Heatseekers.
Junior è stato seguito da Senior che presenta un sound più tranquillo ed introspettivo. Il disco include solo canzoni strumentali. The Drug, il primo singolo, è stato pubblicato il 9 agosto 2010. L'album invece il 13 settembre seguente ed è stato un successo in Norvegia, arrivando al numero 1, il quarto risultato consecutivo per la band.
Nel gennaio 2013 pubblicano una canzone chiamata Running to the Sea, realizzata in collaborazione con la norvegese Susanne Sundfør. Il sodalizio continua con la cover di Ice Machine dei Depeche Mode. Quest'ultimo brano viene inserito nella raccolta di remix Late Night Tales: Röyksopp, prodotta da Svein Berge e Torbjørn Brundtland e pubblicata nel giugno 2013.
Nel maggio 2014 esce un EP collaborativo con Robyn e intitolato Do It Again.
Sempre nel 2014 pubblicano l'album The Inevitable End, a seguito del quale il duo annuncia la volontà di non produrre nuovi album e di dedicarsi alla propria musica attraverso i live. Nel 2020 esce l'ep Lost Tapes, che comprende numerosi brani fino ad allora inediti della coppia.
Nel gennaio del 2022 viene annunciata a sorpresa la trilogia Profound Mysteries, un format nuovo per il duo norvegese, il cui primo capitolo è reso pubblico in formato cd, musicassetta e streaming il successivo 29 aprile e il secondo, a breve distanza, viene pubblicato il 19 agosto dello stesso anno e comprendono entrambi 10 tracce. Nella serie sono presenti le collaborazioni vocali delle cantanti Beki Mari, Astrid S, Susanne Sundfør, Alison Goldfrapp e inoltre ritorna la voce di Jamie Irrepressible, già presente nell'album The Inevitable End del 2014.

## Stile musicale
La musica dei Röyksopp è spesso etichettata come “calda”, un riferimento della band all'elettronica downbeat che si combina con elementi della musica house, drum and bass e suoni Afro-americani. Una componente importante del repertorio di canzoni del gruppo si basa sull'uso di vari cantanti. Ad esempio, Melody A.M. vede la presenza di Anneli Drecker e Erlend Øye, The Understanding di Kate Havnevik, Chelonis R Jones e Fever Ray, e Junior di Robyn, Anneli Drecker, Fever Ray e Lykke Li. Al gruppo piace usare sintetizzatori classici, ad esempio il Roland Juno-106 polifonico, o il Korg MS-20, e alcuni pezzi di Akai Sampler Series. La band ha detto che preferisce usare sintetizzatori analogici rispetto ai digitali. Svein Berge ha detto: “È abbastanza limitato il divertimento che si può avere usando un mouse. Ci piace mixare.” Oltre a scrivere la loro musica, il duo si diverte a remixare canzoni. Berge ha detto: “Ovviamente è divertente remixare gente come i Coldplay, artisti di tale calibro. Ogni volta che le persone si avvicinano ad un remix ci fa molto piacere, persone come Roots Manuva, The Streets, e anche Peter Gabriel, è divertente.” Anche Britney Spears ha chiesto alla band un remix, che però la band non ha potuto fare a causa di altri impegni.

## Influenze
Essendo cresciuti al nord della Norvegia, Svein Berge e Torbjørn Brundtland ascoltavano artisti come Bel Canto e Biosphere. La band ha espresso interesse anche per la musica di Kraftwerk, Brian Eno, Depeche Mode, Giorgio Moroder, Art of Noise, Vangelis, Erik Satie e Francis Lai. Svein Berge ha detto anche di essere molto appassionato alle capacità di produzione e programmazione di Datasette, che ha prodotto il remix per il singolo dei Röyksopp Happy Up Here. I Röyksopp spesso includono riferimenti e omaggi alle loro influenze musicali. Ad esempio Röyksopp Forever rende omaggio ai famosi pionieri dell'elettronica anni '70, tra cui Vangelis, Krautrock, Tangerine Dream e anche Pink Floyd e King Crimson.

## Formazione
- Torbjørn Brundtland - sintetizzatori, vocoder
- Svein Berge - sintetizzatori, voce, batteria elettronica

## Discografia

### Album in studio
- 2001 – Melody A.M.
- 2005 – The Understanding
- 2009 – Junior
- 2010 – Senior
- 2014 – The Inevitable End
- 2022 – Profound Mysteries
- 2022 – Profound Mysteries II
- 2022 – Profound Mysteries III
- 2025 - True Electric

### Raccolte
- 2007 – Back to Mine: Röyksopp
- 2013 – Late Night Tales: Röyksopp

### EP
- 2006 – Röyksopp's Night Out (live)
- 2014 – Do It Again (con Robyn)
- 2020 – Lost Tapes

### Singoli
- 2000 – So Easy
- 2001 – Eple
- 2001 – Poor Leno
- 2002 – Remind Me
- 2002 – Sparks
- 2003 – Remind Me
- 2005 – Only This Moment
- 2005 – 49 %
- 2005 – What Else Is There?
- 2006 – Beautiful Day Without You
- 2009 – Happy Up Here
- 2009 – The Girl and the Robot
- 2009 – This Must Be It
- 2010 – The Drug
- 2011 – Forsaken Cowboy
- 2013 – Running to the Sea
- 2014 – Do It Again
- 2014 – Monument
- 2014 – Skulls
- 2014 – Sordid Affair
- 2015 – I Had This Thing
- 2016 – Never Ever

### Partecipazioni a compilation e altre canzoni
- Flax (presente nella prima edizione del singolo So Easy del 2000)
- Fusions Allright (presente nella compilation Serve Chilled del 2000)
- Wooden Leg (presente nella compilation The Big Sloppy Kiss del 2001)
- Your Hands (presente nella compilation Arctic Circles 2 del 2001)
- A Quiet Life (presente nella compilation Arctic Circles 3 del 2002)
- Curves (presente nel singolo Curves del 2005, traccia composta per il videogioco Wipeout_Pure)
- The 64 Position (presente nella prima edizione del singolo So Easy)
- Don't Give Up (edizione "primitiva" di 49%, suonata solamente dal vivo durante il tour di Melody A.M. nel 2001/2002)
- Om Ravpuling (oggi meglio conosciuta come Clean Sweep, suonata solo dal vivo nel tour di Melody A.M. nel 2001/2002)

### Remix
- Weak Become Heroes - The Streets (Röyksopp Memory Lane remix)
- Cry Baby - Spiller (Röyksopp Malseleves memorabilla mix)
- Colossal Insight - Roots Manuva (Röyksopp remix)
- Poor Leno - Röyksopp (Röyksopp's Istanbul Forever Take)
- Only This Moment - Röyksopp (Röyksopp's Hissige)
- My Head Sounds Like That - Peter Gabriel (Röyksopp remix)
- Please Stay - Mekon feat. Marc Almond (Röyksopp Don't Go remix)
- I Don't Know What I Can Save You from - Kings of Convenience (Röyksopp remix)
- I Don't Know What I Can Save You from - Kings of Convenience (Röyksopp's instrumental remix)
- Endless Love - Frost (Röyksopp Analogue euromix)
- What Does it Feel Like - Felix da Housecat (Röyksopp Return the Sun remix)
- Clocks - Coldplay (Röyksopp trembling Heart mix)
- Clocks - Coldplay (Röyksopp instrumental remix)
- Clocks - Coldplay (Röyksopp White Label remix)
- Missing - Beck (Röyksopp Still Missing remix)
- A Feeling of Care - Athome Project (Röyksopp remix)
- A Feeling of Care - Athome Project (Tre Nøtter Til Röyksopp remix)
- Heartbeat - Annie (Röyksopp remix)
- Sexy Love - Anneli Marian Drecker (Röyksopp Romantiske Sloyd)
- Sing A Song - Eri Nobuchika (Röyksopp I Kramsnø Remix)
- Puppets - Depeche Mode (Röyksopp remix)
- Judas - Lady Gaga (Röyksopp European Imbecile Remix)
- In This Shirt - The Irrepressibles (Röyksopp Remix)

### Sample
- Fusion's Allright (1999) sampled Shake Your Pants dei Cameo (1980)
- So Easy (1999) sampled Blue on Blue dei Gals and Pals (1966)
- Wooden Leg (2000) sampled Vanishing Point dei New Order (1989)
- 40 Years Back/Come (2001) sampled Red Right Returning di Michael Manring (1991)
- A Higher Place (2001) sampled Wooloomooloo di Jean-Michel Jarre (1984)
- Eple (2001) sampled Impeach the President dei The Honey Drippers (1973), You're as Right as Rain di Bob James (1975)
- Poor Leno (2001) sampled Fly, Robin, Fly dei Silver Convention (1975)
- Remind Me (2001) sampled The Worm di Jimmy McGriff (1968)
- She's So (2001) sampled Love in Space dei Peter Thomas Sound Orchestra (1966), Melissa di Francis Lai (1977)
- Poor Leno (Silicone Soul's Hypno House Dub)/There Is a Light That Never Goes Out (2004) sampled There Is a Light That Never Goes Out dei The Smiths (1985)
- Dead to the World (2005) sampled Who We Are dei Camel (1979)
- What Else Is There? (2005) sampled Kill Me With Your Love dei Jericho (1972), Love Me Love the Life I Lead dei The Drifters (1973), Skyscape di Klaus Doldinger (1983)
- Happy Up Here (2009) sampled Do That Stuff dei Parliament (1976)
- Royksopp Forever (2009) sampled Suites for My Lady dei Skylark (1972)
- Vision One (2009) sampled Too High di Stevie Wonder (1973)

## La musica dei Röyksopp in altri media
- Il brano Eple è stato usato dalla Apple come sottofondo per il filmato introduttivo del sistema operativo Mac OS X Panther.
- Il brano Only This Moment è presente in una scena del film Baciati dalla sfortuna.
- Da diversi anni collaborano alla realizzazione della colonna sonora della serie di giochi "FIFA". Ad esempio, il brano Follow My Ruin, presente in FIFA 06 e It's What I Want, in FIFA 10.
- Il brano Royksopp Forever è stato usato come colonna sonora nel video di presentazione del videogioco Assassin's Creed Brotherhood.
- Il brano Happy Up Here è stato usato come sottofondo per il promo di Italia 1 Latte e Cartoni nel dicembre 2014.
- Il brano Röyksopp feat. Robyn - Monument (The Inevitable End Version) è stato usato come sottofondo per lo spot pubblicitario della Lexus LBX.